# Гел Голбрук
Гарольд Роув (Гел) Голбрук молодший (англ. Harold Rowe 'Hal' Holbrook Jr.; 17 лютого 1925, Клівленд, Огайо, США, — 23 січня 2021, Беверлі-Гіллз, Лос-Анджелес, Каліфорнія) — американський актор. За свою кар'єру він виграв чотири телевізійні премії «Еммі» і був номінований на нагороду ще шість разів, 2008 року його було номіновано у категорії найкращий актор другого плану на «Оскар» за роль у фільмі «Тепер я йду у дику далечінь», а також отримав театральну премію «Тоні» 1966 року.

## Раннє життя
Гел Голбрук закінчив Університет Денисона в Гренвілл, Огайо.

## Кар'єра
Гел Голбрук — відомий американський виконавець характерних ролей і брав участь в епізодичних ролях у кількох класичних фільмах. Успіхом стала його роль анонімного інформатора у фільмі про Вотергейтський скандал «Вся королівська рать». найвідоміша роль Голбрука — роль священика, батька Мелоуна  у фільмі жахів «Туман».
За свою роль у фільмі «Тепер я йду у дику далечінь» Голбрук було висунуто на премію Оскар 2008 року за найкращу роль другого плану. Він став найстарішою людиною, номінованому на премію у даній категорії.
2010 року він з'явився у ролі батька героїні Кеті Саґал у третьому сезоні серіалу «Сини анархії».

## Приватне життя
Голбрук був одружений тричі, і має трьох дітей. Він одружився з Рубі Голбрук 22 вересня 1945 року, і розлучився з нею 1965 року. У них було двоє дітей, Вікторія Голбрук та Девід Голбрук. 28 грудня 1966 року одружився з Керол Єві Росен. У них була одна дитина Ева Голбрук, і вони розлучилися 14 червня 1983 року. Після цього актор одружився з Діксі Картер 27 травня 1984 року. Вони залишалися одружені до самої її смерті 10 квітня 2010 року.

## Фільмографія
| Рік       |     | Українська назва                                   | Оригінальна назва                                         | Роль                                      |
| --------- | --- | -------------------------------------------------- | --------------------------------------------------------- | ----------------------------------------- |
| 1954—1959 | с   |                                                    | The Brighter Day                                          |                                           |
| 1955      | с   |                                                    | Mr. Citizen                                               |                                           |
| 1966      | ф   | Група                                              | The Group                                                 | Гас Лерой                                 |
| 1966      | с   |                                                    | Preview Tonight                                           |                                           |
| 1966      | тф  |                                                    | The Glass Menagerie                                       | Том Вінгфілд                              |
| 1967      | тф  | Марк Твен сьогодні ввечері!                        | Mark Twain Tonight!                                       | Марк Твен                                 |
| 1967      | с   |                                                    | Coronet Blue                                              | Кері Томас                                |
| 1968      | с   |                                                    | Off to See the Wizard                                     | оповідач                                  |
| 1968      | ф   | Дикун на вулицях                                   | Wild in the Streets                                       | сенатор Джонні Фергюс                     |
| 1969      | с   | ФБР                                                | The F.B.I.                                                | Крістофер Саймс                           |
| 1969      | с   |                                                    | The Bold Ones: The Lawyers                                | канцлер Грем                              |
| 1969      | с   | Найменування ігри                                  | The Name of the Game                                      | майор Джон Едріан                         |
| 1970      | ф   |                                                    | The People Next Door                                      | Девід Гоффман                             |
| 1970      | ф   | Велика біла надія                                  | The Great White Hope                                      | Ел Кемерон                                |
| 1970      | с   | Діснейленд                                         | Walt Disney anthology television series                   | Мітч Коллінз                              |
| 1970—1971 | с   | сенатор                                            | The Bold Ones: The Senator                                | сенатор Гейс Стоуве                       |
| 1971      | тф  |                                                    | Travis Logan, D.A.                                        | Меттью Сенд                               |
| 1971      | тф  |                                                    | Suddenly Single                                           | Ларрі Геккет                              |
| 1971      | тф  |                                                    | Goodbye, Raggedy Ann                                      | Геріен Вебб                               |
| 1972      | с   |                                                    | Appointment with Destiny                                  | оповідач                                  |
| 1972      | тф  |                                                    | That Certain Summer                                       | Даг Селтер                                |
| 1973      | тф  | Пуебло                                             | Pueblo                                                    | капітан Ллойд М. Бачер                    |
| 1973      | ф   | Чайка на ім'я Джонатан Лівінгстон                  | Jonathan Livingston Seagull                               | старець                                   |
| 1973      | ф   | Сила Магнума                                       | Magnum Force                                              | лейтенант Бріггс                          |
| 1974      | ф   | Дівчина з Петрівки                                 | The Girl from Petrovka                                    | Джо                                       |
| 1974—1975 | с   | Лінкольн                                           | Lincoln                                                   | Авраам Лінкольн                           |
| 1975—1977 | с   | Великі подання                                     | Great Performances                                        | різні ролі                                |
| 1976      | ф   | Мідвей                                             | Midway                                                    | командер Джозеф Рочефорт                  |
| 1976      | ф   | Вся президентська рать                             | All the President's Men                                   | Глибока Глотка                            |
| 1976      | тф  |                                                    | 33 Hours in the Life of God                               | доктор Саймон Ебботт                      |
| 1977      | тф  | Наше місто                                         | Our Town                                                  | режисер                                   |
| 1977      | ф   | Ритуали                                            | Rituals                                                   | Гаррі                                     |
| 1977      | ф   | Джулія                                             | Julia                                                     | Алан                                      |
| 1977      | ф   | Козеріг один                                       | Capricorn One                                             | Джеймс Келовей, керівник польотів         |
| 1978      | тф  | Тартюф                                             | Tartuffe                                                  | гість                                     |
| 1978      | с   | Земля пробудження                                  | The Awakening Land                                        | Портіус Віллер                            |
| 1979      | тф  |                                                    | Murder by Natural Causes                                  | Артур Синклер                             |
| 1979      | тф  |                                                    | The Legend of the Golden Gun                              | Дж. Р. Свекхаммер                         |
| 1979      | тф  |                                                    | When Hell was in Session                                  | Єремія Дентон                             |
| 1979      | ф   |                                                    | Natural Enemies                                           | Пол Стіуорд                               |
| 1980      | ф   | Туман                                              | The Fog                                                   | батько Мелоун                             |
| 1980      | тф  | Омнібус                                            | Omnibus                                                   | гість                                     |
| 1980      | тф  |                                                    | Off the Minnesota Strip                                   | Бад Джохансен                             |
| 1980      | ф   | Викрадення президента                              | The Kidnapping of the President                           | президент Адам Скотт                      |
| 1981      | тф  |                                                    | Warlords: Rommel — The Strange Death of the Desert Fox    | оповідач                                  |
| 1981      | тф  | Вбити Ренді Вебстера                               | The Killing of Randy Webster                              | Джон Вебстер                              |
| 1982      | ф   | Калейдоскоп жахів                                  | Creepshow                                                 | Генрі Нортрап                             |
| 1982      | ф   | Дівчата зникають                                   | Girls Nite Out                                            | Джим Маквей                               |
| 1983      | ф   | Зоряна палата                                      | The Star Chamber                                          | суддя Бенджамін Колфілд                   |
| 1984      | с   | Зірка                                              | Celebrity                                                 | Д. А. Келвін Слейдж                       |
| 1984      | с   | Джордж Вашингтон                                   | George Washington                                         | Джон Адамс                                |
| 1984      | тф  |                                                    | The Three Wishes of Billy Grier                           | дідусь Грір                               |
| 1985      | с   | Північ та Південь. Книга перша                     | North And South                                           | Авраам Лінкольн                           |
| 1985      | тф  | У тилу ворога                                      | Behind Enemy Lines                                        | полковник Келвін Тернер                   |
| 1986      | тф  | В облозі                                           | Under Siege                                               | президент Максвелл Монро                  |
| 1986      | тф  | Сіра уніформа                                      | Dress Gray                                                | генерал Чарльз Хеджес                     |
| 1986—1989 | с   | Створюючи жінку                                    | Designing Women                                           | Різ Уотсон                                |
| 1986      | с   | Північ та Південь. Книга друга                     | North and South, Book II                                  | Авраам Лінкольн                           |
| 1987      | тф  | Номер в готелі «Плаза»                             | Plaza Suite                                               | Сем Неш                                   |
| 1987      | ф   | Уолл-стріт                                         | Wall Street                                               | Лу Манхейм                                |
| 1988      | с   | Щаслива мандрівниця                                |                                                           | доктор Ендрю Маккейга                     |
| 1988      | ф   | Слуга диявола                                      | The Unholy                                                | архієпископ Мозлі                         |
| 1988      | с   | Емма: Королева південних морів                     | Emma: Queen of the South Seas                             | Джонас Ко                                 |
| 1988      | тф  | Я буду вдома на Різдво                             | I'll Be Home for Christmas                                | Джозеф Банді                              |
| 1989      | тф  | День перший                                        | Day One                                                   | генерал Джордж Маршалл                    |
| 1989      | ф   | Флетч живий                                        | Fletch Lives                                              | Гамільтон Джонсон                         |
| 1989      | тф  | Вибачте, ви помилилися номером                     | Sorry, Wrong Number                                       | Джон Колтрейн                             |
| 1990—1994 | с   | Вечірня тінь                                       | Evening Shade                                             | Еван Еванс                                |
| 1990      | тф  | Вбивство в маленькому місті                        | A Killing in a Small Town                                 | доктор Бердслі                            |
| 1993      | тф  |                                                    | Bonds of Love                                             | Джим Сміт                                 |
| 1993      | ф   | Фірма                                              | The Firm                                                  | Олівер Лемберт                            |
| 1994      | тф  |                                                    | A Perry Mason Mystery: The Case of the Lethal Lifestyle   | Вільям Маккензі                           |
| 1994      | тф  | Перрі Мейсон: Справа гримасують губернатора        | A Perry Mason Mystery: The Case of the Grimacing Governor | Вільям Маккензі                           |
| 1995      | тф  | Загадки Перрі Мейсона: Справа ревнивого жартівника | A Perry Mason Mystery: The Case of the Jealous Jokester   | Вільям Маккензі                           |
| 1995      | тф  | Одна проти всіх                                    | She Stood Alone: The Tailhook Scandal                     | адмірал Келсо                             |
| 1996      | тф  |                                                    | Innocent Victims                                          | Боб Хенніс                                |
| 1996      | ф   | Захопився                                          | Carried Away                                              | доктор Еванс                              |
| 1996      | док | Битва при Аламо                                    | The Battle of the Alamo                                   | оповідач                                  |
| 1997      | мф  | Коти не танцюють                                   | Cats Don't Dance                                          | козел Кренстон                            |
| 1997      | мф  | Геркулес                                           | Hercules                                                  | Амфітріон                                 |
| 1997      | ф   | Око бога                                           | Eye of God                                                | шериф Роджерс                             |
| 1997      | тф  | Операція загону «Дельта»                           | Operation Delta Force                                     | адмірал Генсшеу                           |
| 1997      | тф  |                                                    | The Third Twin                                            | Піт                                       |
| 1997      | тф  |                                                    | All the Winters That Have Been                            | дядько Рен Корвін                         |
| 1997      | док |                                                    | Trail of Hope: The Story of the Mormon Trail              | оповідач                                  |
| 1998      | тф  |                                                    | My Own Country                                            | Ллойд Фландерс                            |
| 1998      | ф   | Спадщина                                           | Hush                                                      | доктор Франклін Гілл                      |
| 1998      | ф   |                                                    | Walking to the Waterline                                  | осіб на пляжі                             |
| 1998      | ф   | Поцілунок Іуди                                     | Judas Kiss                                                | сенатор Руперт Хорнбек                    |
| 1998      | ф   | Рости: Великий рятувальник                         | Rusty: A Dog's Tale                                       | Бойд Келлахен                             |
| 1998      | тф  |                                                    | Beauty                                                    | Олександр Міллер                          |
| 1999      | тф  |                                                    | A Place Apart                                             | оповідач                                  |
| 1999      | ф   | Холостяк                                           | The Bachelor                                              | Рой О'Делл                                |
| 1999      | ф   | Флорентин                                          | The Florentine                                            | Смітті                                    |
| 2000      | ф   | Пробудження мерців                                 | Waking the Dead                                           | Айзек Грін                                |
| 2000      | с   | Сімейне право                                      | Family Law                                                | суддя Річард Ллойд                        |
| 2000      | ф   | Люди честі                                         | Men of Honor                                              | адмірал Паппі                             |
| 2000      | с   | За межею можливого                                 | The Outer Limits                                          | Олівер Гербісон                           |
| 2000      | мф  | Пригоди Санта Клауса                               | The Life & Adventures of Santa Claus                      | Ак                                        |
| 2001—2002 | с   | Західне крило                                      | The West Wing                                             | помічник державного секретаря Елбі Дункан |
| 2001      | тф  | Легенда про трьох деревах                          | The Legend of the Three Trees                             | оповідач                                  |
| 2001      | тф  | Тиха гавань                                        |                                                           | Гарольд Л. Айкес                          |
| 2001      | ф   | Маджестік                                          | The Majestic                                              | конгресмен Дойл                           |
| 2002      | ф   | Мета                                               | Purpose                                                   | Том Вокер                                 |
| 2002      | с   | Фірмовий рецепт                                    | Becker                                                    | містер Хамфриз                            |
| 2003      | док |                                                    | Country Music: The Spirit of America                      | оповідач                                  |
| 2003      | тф  |                                                    | The Street Lawyer                                         | глава фірми                               |
| 2003      | ф   | Спритні руки                                       | Shade                                                     | Професор                                  |
| 2005      | с   | Королева екрану                                    | Hope & Faith                                              | Едвард Лінкольн Шановська                 |
| 2005      | тф  |                                                    | The Cultivated Life: Thomas Jefferson and Wine            | оповідач                                  |
| 2006      | с   | Клан Сопрано                                       | The Sopranos                                              | Джон Швінн                                |
| 2006      | с   | морська поліція: Спецвідділ                        | NCIS: Naval Criminal Investigative Service                | Майк Стокс                                |
| 2007      | ф   | Тепер я йду у дику далечінь                        | Into the Wild                                             | Рон Франц                                 |
| 2008      | с   | Швидка допомога                                    | ER                                                        | Волтер Перкінс                            |
| 2008      | ф   | Кілер                                              | Killshot                                                  | тато                                      |
| 2009      | тф  |                                                    | Captain Cook's Extraordinary Atlas                        | Дін Девіс Вінтерс                         |
| 2009      | ф   | Це вечірнє сонце                                   | That Evening Sun                                          | Ебнер Мічем                               |
| 2010      | с   | Сини анархії                                       | Sons of Anarchy                                           | Нейт Медок                                |
| 2010—2011 | с   | Подія                                              | The Event                                                 | Джеймс Демпсі                             |
| 2010      | ф   | Відповідний день, щоб зробити це                   | Good Day for It                                           | Хек                                       |
| 2011      | ф   | Води слонам!                                       | Water for Elephants                                       | Джейкоб Дженковські у старості            |
| 2012      | ф   | Саванна                                            | Savannah                                                  | суддя Гарден                              |
| 2012      | ф   | Авраам Лінкольн                                    | Lincoln                                                   | Френсіс Престон Блер-старший              |
| 2012      | ф   | Країна обітована                                   | Promised Land                                             | Френк Єтс                                 |
| 2013—2014 | с   | Виправляти помилки                                 | Rectify                                                   | Рутерфорд Гейнс                           |